# Fabrice Tiozzo
Fabrice Tiozzo (* 8. Mai 1969 in Saint-Denis) ist ein ehemaliger französischer Boxer. Er war im Laufe seiner Karriere unter anderem Französischer Meister und EBU-Europameister sowie Weltmeister der WBC im Halbschwergewicht und Weltmeister der WBA im Cruisergewicht und Halbschwergewicht.
Er ist der jüngere Bruder des ehemaligen Boxweltmeisters Christophe Tiozzo.

## Amateurkarriere
Fabrice Tiozzo wurde 1987 Französischer Juniorenmeister und gewann noch im selben Jahr jeweils die Silbermedaille im Mittelgewicht bei der Junioren-Weltmeisterschaft in Havanna und der Militär-Weltmeisterschaft (CISM) in Camp Lejeune, an denen er aufgrund seines einjährigen Militärdienstes teilnehmen konnte. 1988 wurde er noch Französischer Meister im Mittelgewicht und beendete seine Amateurkarriere mit 40 Siegen in 46 Kämpfen.

## Profikarriere
Fabrice Tiozzo wechselte noch 1988 in das Profilager, wurde am 19. Juni 1991 Französischer Meister im Halbschwergewicht und boxte am 3. April 1993 gegen Virgil Hill um den WBA-Weltmeistertitel im Halbschwergewicht, wobei er jedoch nach Punkten unterlag.
Am 5. März 1994 wurde er mit einem Sieg gegen den Niederländer Eddy Smulders Europameister der EBU im Halbschwergewicht, wobei er den Titel im Anschluss gegen die Briten Maurice Core und Noel Magee verteidigen konnte. Er boxte daraufhin am 16. Juni 1995 um den WBC-Weltmeistertitel im Halbschwergewicht, wobei er einstimmig nach Punkten gegen den Titelträger Mike McCallum gewinnen konnte. Am 13. Januar 1996 siegte er in einer Titelverteidigung einstimmig gegen den Kanadier Éric Lucas.
Tiozzo legte seinen Titel im Anschluss nieder und wechselte in das Cruisergewicht, wo er am 8. November 1997 mit einem einstimmigen Punktsieg gegen Nate Miller WBA-Weltmeister werden konnte. Nach vier Titelverteidigungen verlor er den WM-Gürtel am 9. Dezember 2000 in einem Rückkampf an Virgil Hill.
Am 20. März 2004 gewann er mit einem Sieg gegen Silvio Branco noch den WBA-Weltmeistertitel im Halbschwergewicht, den er am 26. Februar 2005 durch TKO in Runde 6 gegen Dariusz Michalczewski verteidigte.
Im Oktober 2006 gab er das Ende seiner Karriere bekannt, ohne seinen WM-Titel ein weiteres Mal verteidigt zu haben.